# Teratornis
A Teratornis a madarak (Aves) osztályának újvilági keselyűalakúak (Cathartiformes) rendjébe, ezen belül a fosszilis Teratornithidae családjába tartozó nem.
Ez a madárnem családjának a névadója és egyben a típusneme.

## Tudnivalók
A Teratornis-fajok a kora és késő pleisztocén, valamint a holocén között éltek. Észak-Amerika megafaunájának részei voltak. A kaliforniai kondortól eltérően (Gymnogyps californianus), mely még ma is él a tengeri emlősökkel való táplálkozásának köszönhetően, a Teratornis-fajok a hatalmas szárazföldi emlősök kipusztulása, valamint az ember megjelenése után kihaltak. Kaliforniában (főleg a La Brea kátránytóban), Oregonban, Nevada déli részén, Arizonában és Floridában számos fosszilis és szubfosszilis csontokra bukkantak rá a kutatók; ezek a maradványok több, mint 100 példányhoz tartoznak. Majdnem az összes maradvány a késő pleisztocénből származik, kivéve a floridai Charlotte Harbornál talált Leisey Shell Pit-i töredékes csontvázat, melynek tulajdonosa a kora pleisztocénben élt. A legfiatalabb fosszilis példány a pleisztocén-holocén határán élhetett.
Egyes kriptozoológus, mint például Ken Gerhard és Mark A. Hall, úgy vélik, hogy a Texas és Illinois államokban látott „mennydörgésmadarak” (thunderbirds) valamelyik Teratornithidae-fajhoz tartoznak.

## Rendszerezés
A nembe az alábbi 2 faj tartozik:
- †Teratornis merriami[1]
- †Teratornis woodburnensis[2]

A két fent elfogadott faj mellett egy harmadikat is leírtak, „Teratornis” olsoni néven. Ez a madár Kubában élt a pleisztocén kor idején. A maradványai további kutatásokat, vizsgálódásokat igényelnek, de az eddigi adatok szerint nagy valószínűséggel nem Teratornis-faj, hanem átsorolható a saját nemébe, az Oscaravisba. Ecuadorban is leírtak néhány maradványt, melyek a Teratornisokra emlékeztetnek, bár tudtunk szerint ez a madárnem Észak-Amerika endemikus madárcsoportja volt.

## Képek

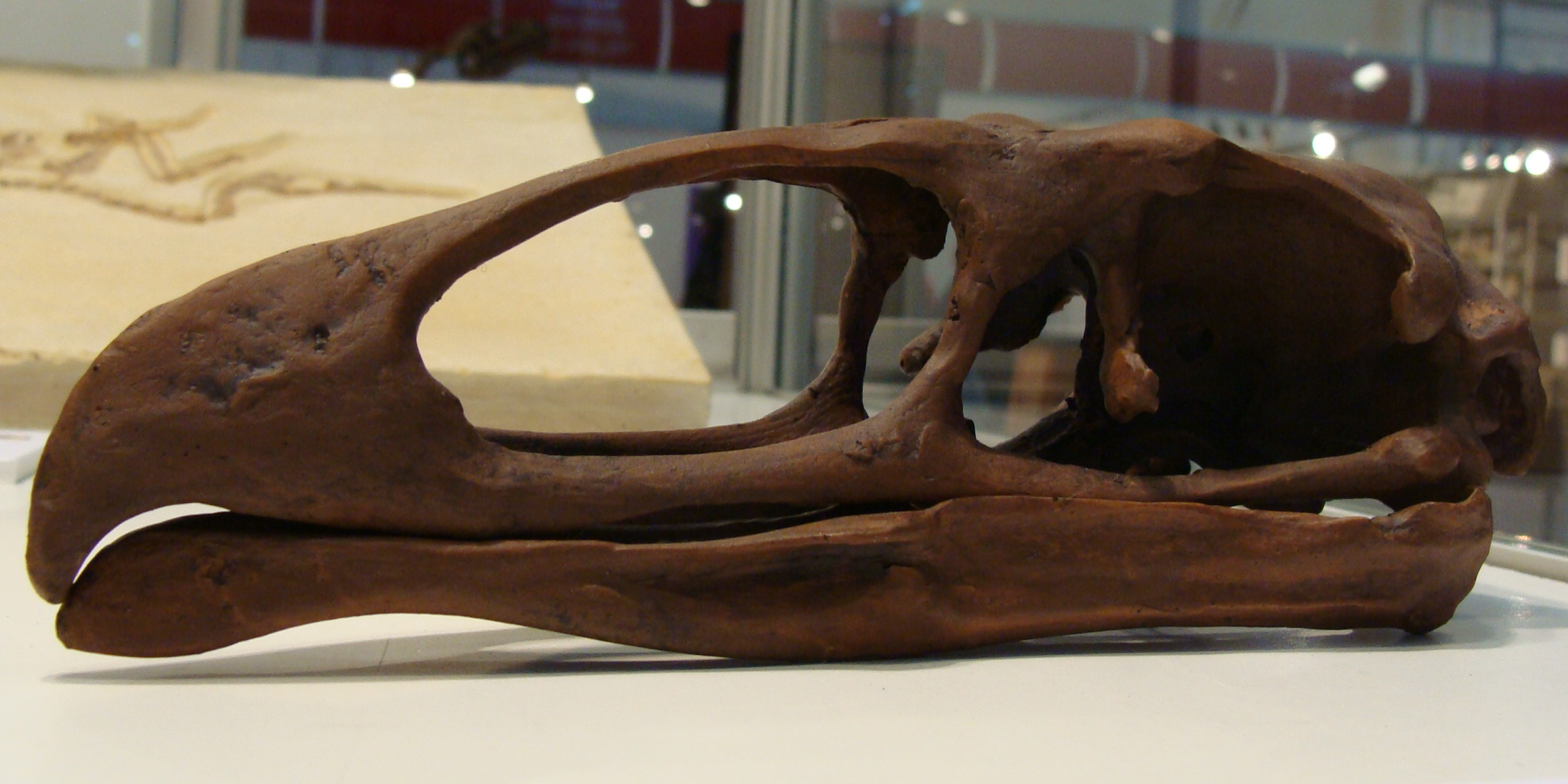
Koponya
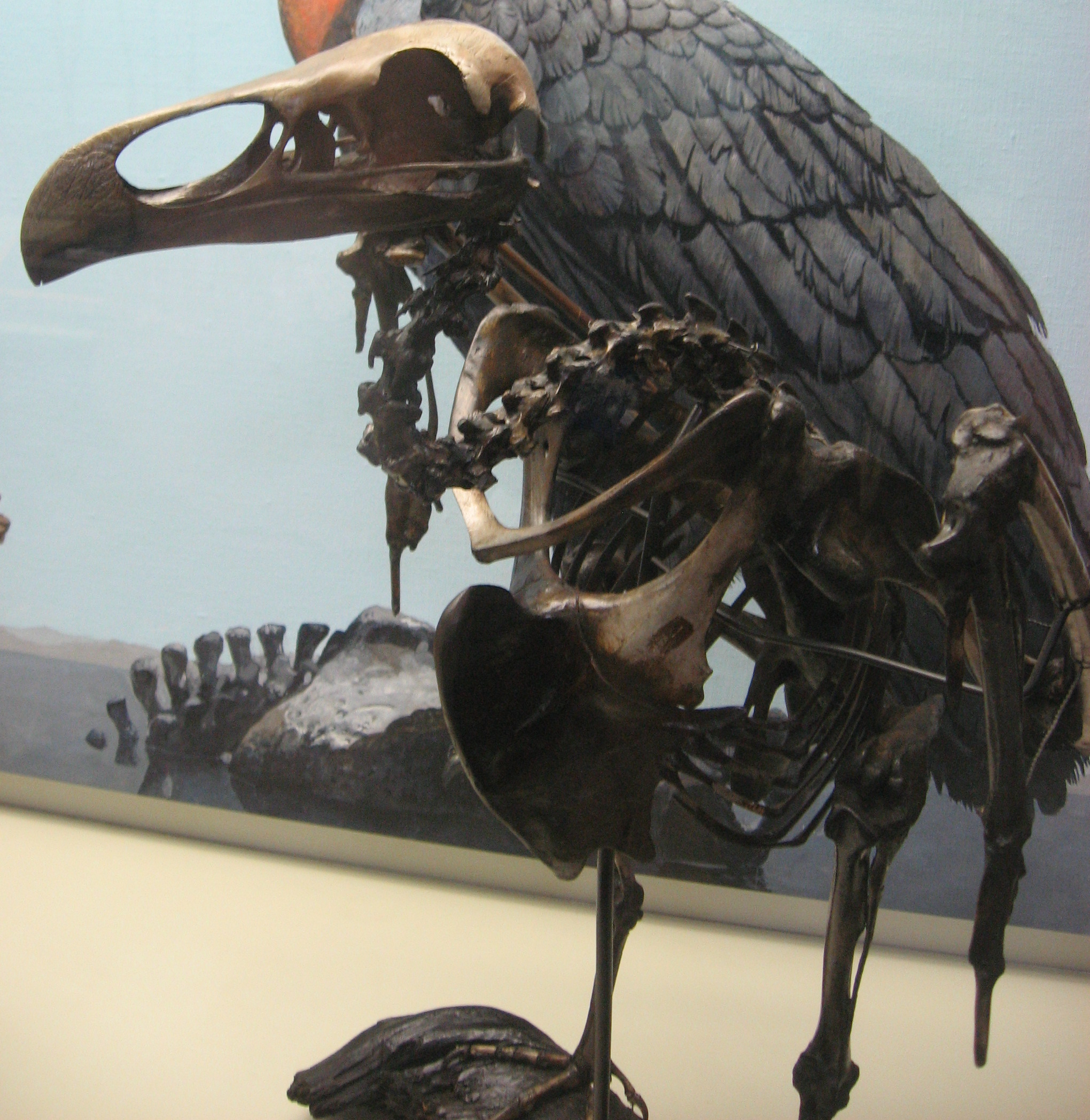
Teratornis merriami álló csontváza
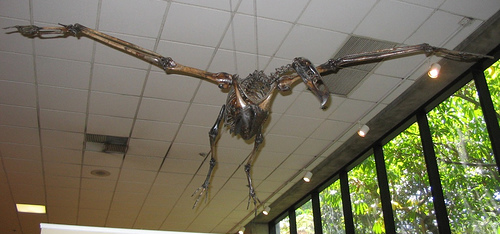
és röpképes felállítása
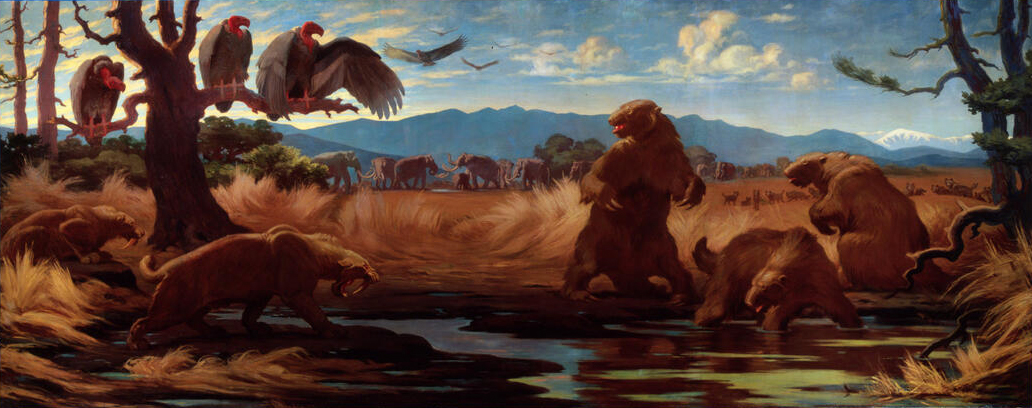
Festmény, mely a La Brea kátránytavat mutatja, néhány állattal

## Fordítás
- Ez a szócikk részben vagy egészben  a   Teratornis című angol Wikipédia-szócikk ezen változatának fordításán alapul.  Az eredeti cikk szerkesztőit annak laptörténete sorolja fel. Ez a jelzés csupán a megfogalmazás eredetét és a szerzői jogokat jelzi, nem szolgál a cikkben szereplő információk forrásmegjelöléseként.
- Ez a szócikk részben vagy egészben  a   Teratornithidae című angol Wikipédia-szócikk ezen változatának fordításán alapul.  Az eredeti cikk szerkesztőit annak laptörténete sorolja fel. Ez a jelzés csupán a megfogalmazás eredetét és a szerzői jogokat jelzi, nem szolgál a cikkben szereplő információk forrásmegjelöléseként.